# Medaglia Benemerenti per signore
La Medaglia Benemerenti per signore" venne istituita da papa Pio IX per commemorare le donne che si fossero distinte per particolari benemerenze nei confronti dello Stato Pontificio e del papa. Il suo corrispettivo maschile era la Croce pro Benemerenti.

## Insegne
La  medaglia consiste in un tondo d'argento riportante sul diritto il busto raggiante e velato della Vergine Maria rivolto verso sinistra. Il rovescio riporta invece una ghirlanda d'alloro e di quercia con al centro la scritta "BENE MERENTI".
Il nastro era giallo bordato di marezzato del medesimo colore.